# Tryptyk Moreelów
Tryptyk Moreelów (niderl. Moreeltriptiek) – tryptyk niderlandzkiego malarza niemieckiego pochodzenia Hansa Memlinga.
Ufundowany przez małżonków Moreelów – patrycjusza brugijskiego, kupca, bankiera i burmistrza Brugii Willema Moreela oraz jego żonę Barbarę van Vlaenderberch (van Hertsvelde). Tryptyk przeznaczony był do prywatnej kaplicy fundatorów, pw. Maura i Idziego, znajdującej się w kościele Saint-Jacob w Brugii, gdzie małżonkowie zostali pochowani.

## Geneza i interpretacja obrazu
W środkowej tablicy Memling umieścił trzy postacie świętych: św. Maura, św. Krzysztofa (w środku) i św. Idziego.
Wybór świętego Krzysztofa jako głównej postaci na ołtarzu mógł być podyktowany faktem, iż jego święto wypadało w ten sam dzień, tj. 25 lipca, co wspomnienie patrona kościoła św. Jakuba. Innym powodem dokonania takiego wyboru głównego świętego mogła być wiara w jego moc ochronną. Wierzono bowiem, że wizerunek św. Krzysztofa chroni przed nagłą śmiercią bez sakramentów tego, kto go ujrzał, w danym dniu. Najbardziej jednak prawdopodobną przyczyną wybrania Krzysztofa na główną postać ołtarza jest związana z nim symbolika eucharystyczna. Ujęcie św. Krzysztofa – jako wędrowca z Dzieciątkiem Jezus na ramionach – nie tylko nawiązywało do tradycji biblijnej, lecz stanowiło również novum dla ikonograficznej formuły odnoszącej się nie tylko do pobożności fundatorów, ale i ich pozycji społecznej.
Zgodnie z legendą Krzysztof – olbrzym i wojownik poszukujący króla – przechodząc przez rzekę wziął na ramiona dziecko by z nim się przeprawić. Dziecko okazało się Jezusem, które przez swój ciężar o mało nie doprowadziło do utonięcia świętego. Krzysztof usłyszał słowa: Jam jest Jezus, twój Zbawiciel. Dźwigając mnie, dźwigasz cały świat. Jam jest król, którego szukałeś. Krzysztof w tradycji ikonograficznej funkcjonował jako idealny rycerz i być może jego postać miała odwoływać się do aspiracji szlacheckich Moreelów, którzy posiadali liczne włości; dodatkowymi akcentami tych aspiracji był widoczny w tle pejzaż z zamkami i postać św. Willema van Malevala, pana na Ooscleyhem i burgrabiego Roeslaeren, ukazanego na prawej tablicy. Wyobrażenie św. Krzysztofa w szatach pielgrzyma, jak pisze Antoni Ziemba:

...mogło tylko ten wydźwięk podkreślić: oto prawdziwy Miles Christi, silny wiarą, nie zaś zewnętrznymi oznakami rycerskiego stanu.

 Strój Krzysztofa nie był wybrany przypadkowo, gdyż święty ten był patronem wędrowców i pielgrzymów, jak też opiekunem wędrownych kupców. Jest to kolejne odniesienie do fundatora i jego profesji.
Po obu stronach św. Krzysztofa ukazani są dwaj inni święci: po lewej mnich z pastorałem i otwartą książką - święty Maur, po prawej święty Idzi z łanią i strzałą w ramieniu. Postacie świętych pojawiają się w wezwaniu kaplicy, jak również nawiązują do nazwisk rodowych fundatorów, którzy zostali ukazani na skrzydłach tryptyku - Willem z rodu Moreelów po prawej stronie św. Maura, Barbara z rodu Vlaenderberghów (Hertsvelde'ów) po lewej stronie św. Idziego. Wybór tych dwóch świętych podyktowany był zakresem znaczeniowym nazwisk donatorów, gdyż Maurus i Moreel mają identyczną etymologię, podczas gdy jeleń świętego Idziego nawiązuje do źródłosłowu Hertsvelde. Przynależność rodowa donatorów, znajdujących się już pod opieką i protekcją własnych patronów na panelach bocznych (świętych o imionach Barbara i Willem), znalazła zatem symboliczne odzwierciedlenie w wyborze świętych, którzy zostali ukazani na panelu środkowym.

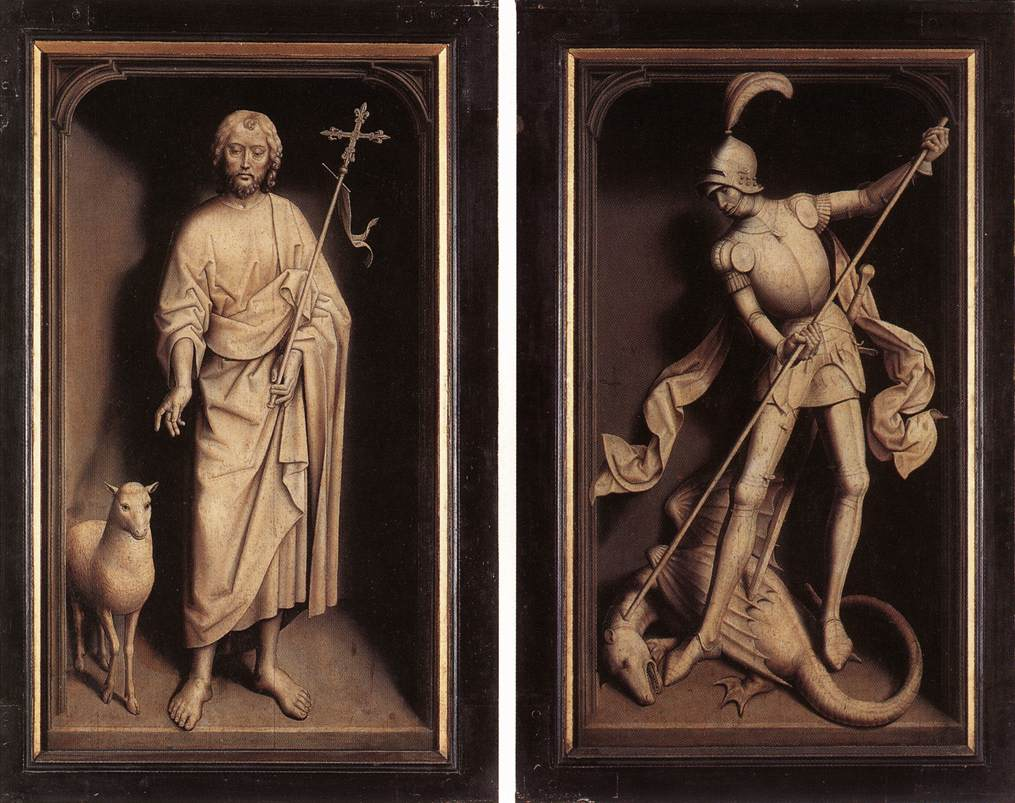
Rewers zamkniętego tryptyku z wizerunkami Jana Chrzciciela i Świętego Jerzego

Boczne skrzydła tryptyku stanowią przykład zbiorowego portretu rodzinnego – gatunku, którego Memling był twórcą; ten sam typ zastosował w tablicy z Madonny Jacoba Floreinsa, a inni artyści Mistrz Legendy św. Łucji czy Adriaen Isenbrandt rozwinęli go w swoich pracach. Prawe skrzydło przedstawia Willema Moreela z patronem św. Willemem van Malevalem oraz jego czterech synów. Na lewym skrzydle ukazana jest żona donatora z jej patronką św. Barbarą i jedenastoma córkami. Mimo iż na ramie widnieje data 1484, prace nad tryptykiem trwały znacznie dłużej; mistrz dokonywał drobnych poprawek i uzupełnień, głównie powiększając grono dzieci donatorów.

### Rewers tryptyku
Na rewersie tryptyku znajdują się wizerunki świętych Jana Chrzciciela i Jerzego, wykonane techniką grisaille. Postacie przedstawione zostały zgodnie z tradycyjną ikonografią chrześcijańską. Nieznana jest przyczyna umieszczenia właśnie tych świętych na tryptyku. Jak twierdzi Ziemba wizerunki świętych mogą nawiązywać do imion synów oraz do dwóch ideałów pobożności: vita contemplativa i vita activa oraz do przeciwstawienia Baranka Eucharystycznego smokowi Szatana - symbolowi zła i grzechu.